# Karspeldreef

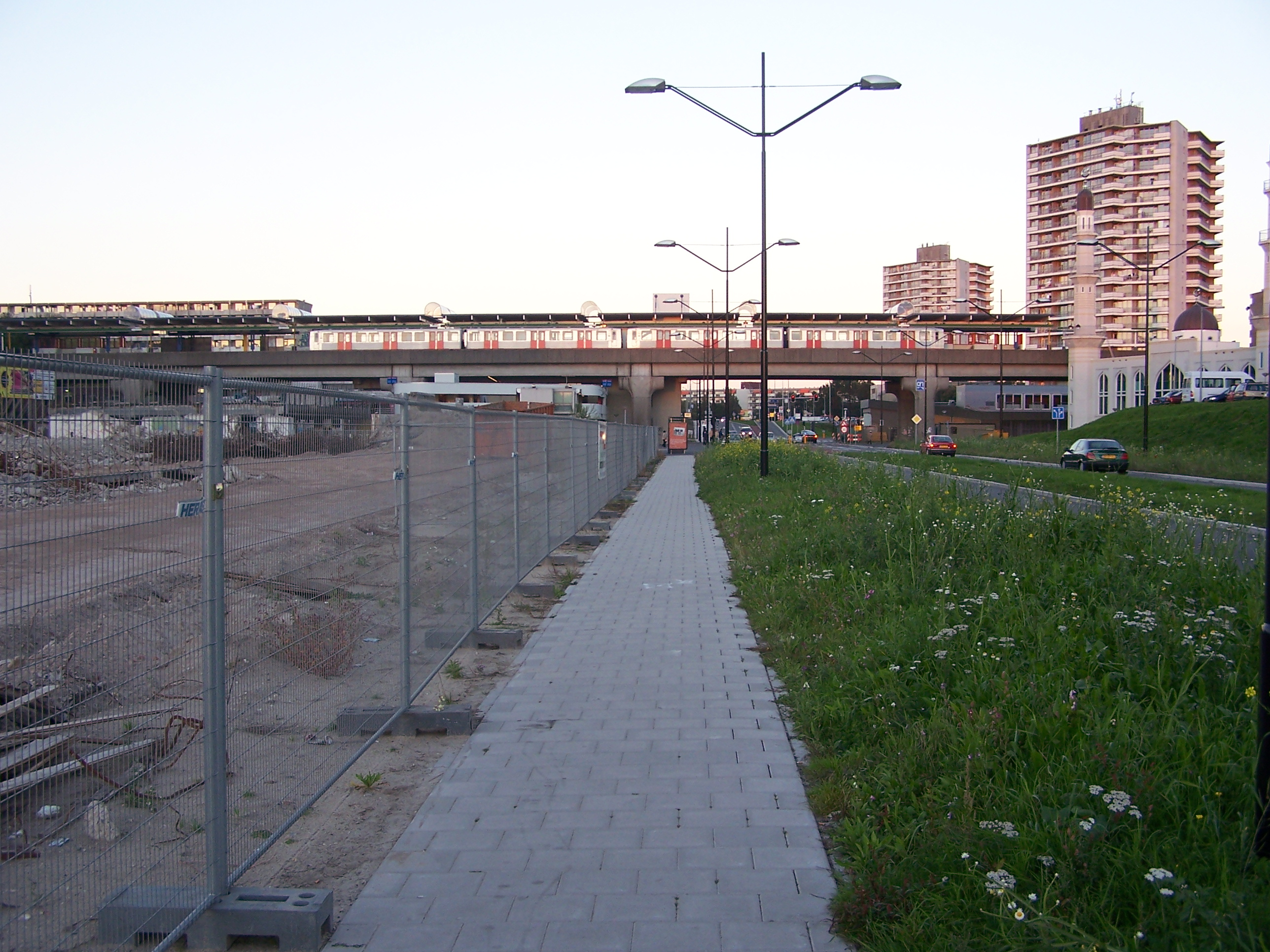
Karpseldreef ten westen van Metrostation Kraaiennest dat op het viaduct ligt (2005)

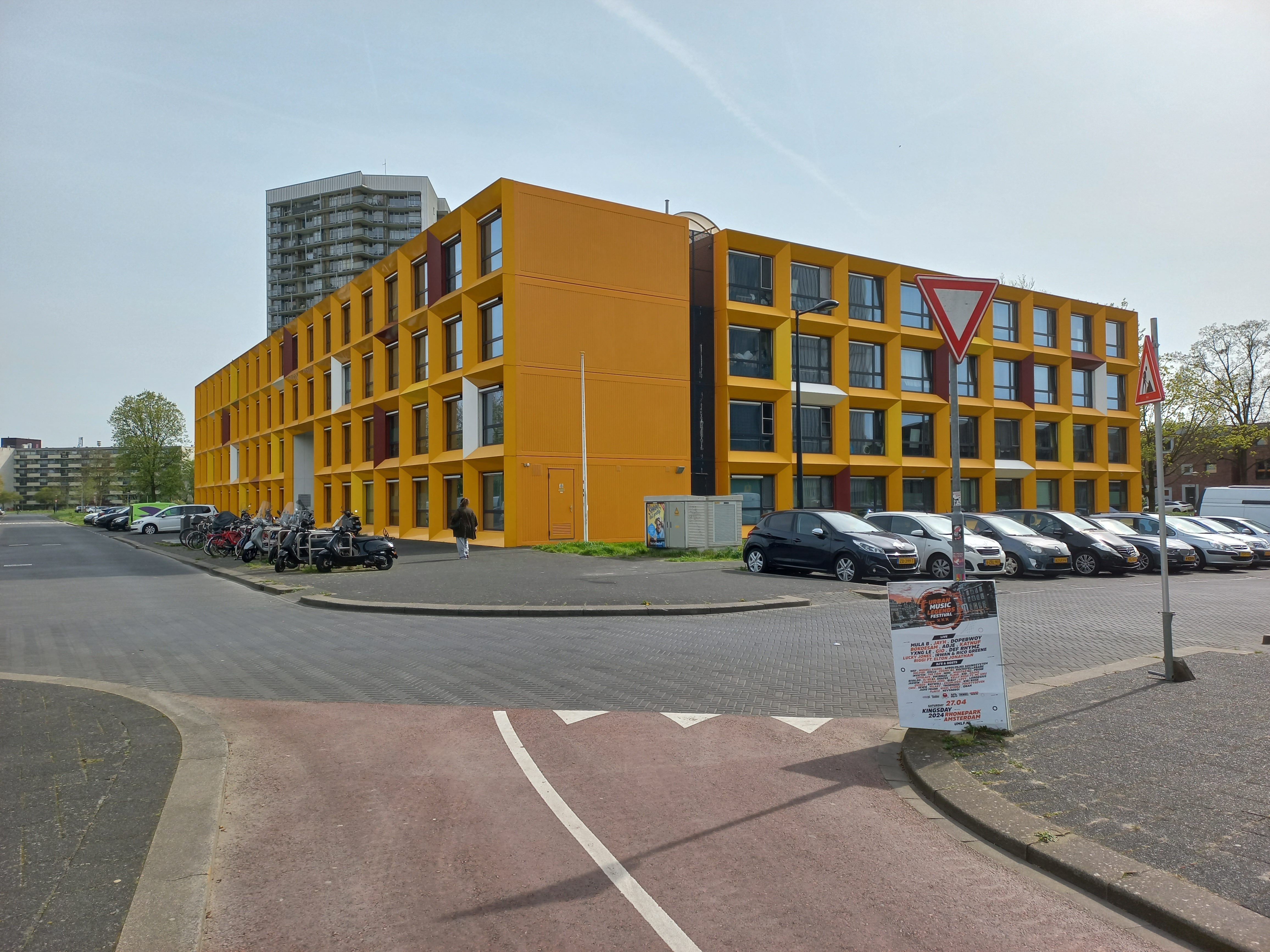
Studentenwoningen Karspeldreef uit 2017 (april 2024)

De Karspeldreef is een dreef in de Bijlmermeer in Amsterdam-Zuidoost en loopt van west naar oost net als de Bijlmerdreef en Daalwijkdreef.
Het middelste gedeelte van de oorspronkelijk grotendeels halfhoog gelegen dreef, uitsluitend voor snelverkeer, werd geopend in 1969 tussen de Flierbosdreef en de Groesbeekdreef die toen nog werd aangegeven als "verbindingsweg Gooioord". In 1970 volgde het oostelijk gedeelte die met een bocht naar links overgaat in de 's-Gravendijkdreef. De dreef kruist met een T-kruising zuidelijk van de Foppingadreef, noordelijk van de Huntumdreef en zuidelijk van de Flierbosdreef. Vervolgens loopt de dreef onder het viaduct van de Gooiseweg door en voert met de Madibabrug over het Nelson Mandelapark. Vervolgens kruist de dreef met een T-kruising zuidelijk de Groesbeekdreef en noordelijk de Kromwijkdreef. 
Pas sinds begin jaren tachtig werd de dreef verder westelijk vanaf Heesterveld onder het viaduct van de spoorlijn naar Utrecht en metrostation Bullewijk doorgetrokken naar Amstel III, waar de dreef eindigt op de Hondsrugweg. In het verlengde van de dreef ligt de Hessenbergweg. Vanaf de dreef waren oorspronkelijk rechtstreekse aansluitingen op de parkeergarages van de flats langs de dreef. Alleen in de H-buurt zijn deze nog wel aanwezig.
In de eerste helft van de jaren nul werd de Karspeldreef in het kader van de vernieuwing van de Bijlmermeer tussen de 's-Gravendijkdreef en Gooiseweg verlaagd en veranderd in een stadsstraat. Ook verschenen er fiets en voetpaden en gelijkvloerse kruisingen. De parkeergarages verdwenen inclusief het onder een parkeergarage van Kleiburg gelegen oude winkelcentrum Kraaiennest. De vier 18 verdiepingen tellende torenflats Kralenbeek, Kempering, Klieverink en Kouwenoord bleven aan de zuidzijde staan, dit in tegenstelling tot de meeste honingraatflats langs de dreef. In 2013 verscheen een nieuw winkelcentrum de "Kameleon" gelegen aan de andere kant van het metrostation Kraaiennest. De winkels zijn hierbij onder nieuwbouw appartementen gesitueerd. Aan de overzijde van dit winkelcentrum bevindt zich de moskee Taibah.
Het gedeelte tussen de Gooiseweg en spoorlijn is nog steeds verhoogd gelegen en nog echt een dreef. Het gedeelte in Amstel III is nooit verhoogd geweest en ligt op het maaiveld.
Oorspronkelijk kende de dreef vrijwel geen huisnummers, de flatwoningen hadden een adres en huisnummer van de betreffende flat. Wel waren er een aantal huisnummers van bedrijven of voorzieningen nabij het Bijlmerpark met huisnummers 98, 500-503 en 505. Het gedeelte ten westen van de spoorlijn kreeg huisnummers voor bedrijven na het doortrekken van de dreef tot de Hondrugweg met huisnummers 1-16. Pas na het verlagen van de dreef kwamen er bij de nieuwbouw meer huisnummers tussen 1009 en 1465.
GVB buslijn 41, 47 en 49 en R-net 360 rijden over de dreef. Op het hooggelegen deel van de dreef zijn de bushaltes door middel van trappen met het maaiveld verbonden. Op het verlaagde deel van de dreef zijn deze trappen verdwenen evenals het vroegere hooggelegen busplatform Kraaiennest.
De dreef is bij een raadsbesluit van 26 juni 1968 vernoemd naar de voormalige in 1966 door Amsterdam geannexeerde gemeente Weesperkarspel. Karspel of Kerstpel is een oude aanduiding van een plattelandsgemeente, nog vroeger voor een kerkdorp of parochie.